# Homomallium andoi
Homomallium andoi är en bladmossart som beskrevs av Higuchi, Nishimura och Hiroshi Inoue 1994. Homomallium andoi ingår i släktet Homomallium och familjen Hypnaceae. Inga underarter finns listade i Catalogue of Life.